# Shoreline, Washington
Shoreline är en ort i King County i delstaten Washington, USA.